# Federació Catalana de Caça
La Federació Catalana de Caça és l'organisme rector encarregat de reglamentar, tutelar, organitzar, gestionar i controlar l'esport de caça a Catalunya. Forma part de la Unió de Federacions Esportives de Catalunya.

## Història
En els anys vint ja existia una Associació de Caçadors de Catalunya. i no va ser fina el 1940 que va néixer la Federació Catalana de Caça com una delegació de la Federació Espanyola que es va denominar Tercera Federació Regional de Caça i englobava les províncies de Barcelona, Tarragona, Lleida i Girona. Aquesta estructura es va mantenir fins que l'any 1970 la Delegación Nacional de Educación Física y Deportes (DNEFD) va recomanar a les federacions espanyoles que dividissin les seves federacions regionals en cinquanta-dues delegacions territorials provincials, cada una amb un president, passant doncs a tenir Catalunya quatre delegacions provincials,una per cada província. Fins que el 14 de febrer de 1984 es crea la Federació Catalana amb entitat jurídica pròpia. La federació defensa la pràctica de la caça com un dret natural que ofereix la natura, tenint-ne cura i aprofitant-la racionalment, i entre les seves competències hi ha la de repoblació d'algunes espècies animals per tot el territori català. Està dividida en cinc representacions territorials sense entitat jurídica pròpia (Barcelona, Tarragona, Lleida, Girona i Terres de l'Ebre), i organitza competicions de deu modalitats. La d'ocellaires, que ja hi havia competicions a finals del segle xix i des de 1970 se celebren els Campionats de Catalunya; la falconeria, declarada Patrimoni Immaterial de la Humanitat; els gossos de mostra, on es valora l'ensinistrament del gos i les seves aptituds; els cans eivissencs, en què es capturen conills vius; la caça menor amb gos, la becada i el Sant Hubert, que combinen les habilitats dels gossos i els caçadors; els recorreguts de caça i el Compak Sporting, en les quals els caçadors exerciten les seves habilitats disparant sobre uns blancs que simulen el moviment dels animals; i els recorreguts de caça amb arc, en què els caçadors disparen fletxes sobre figures d'animals.

## Presidents

### Arcadi Balaguer Costa(1940-1953)
Va ser el primer president de la Tercera Federació Regional de Caça, creada a finals de l'any 1940 poc després de la fundació de la Federació Espanyola de Caça, i que englobava les quatre províncies catalanes. Malgrat que va dirigir la caça catalana fins a l'any 1953, va ser més conegut en altres facetes, especialment per la seva etapa com a president del FC Barcelona.

### Josep Maria Bofarull Vilaregut (1953-1966)
Va entrar a la Federació com a vicepresident en l'època que la presidia Arcadi Balaguer, havia estat fundador de la Germandat de Caçadors de Sant Hubert, patró dels caçadors, fundador i president honorari de la Societat de Caçadors d'Alella, fundador de la Societat Foment de Caça i Pesca de Camprodon i membre de la junta directiva de l'Associació de Muntanyencs de Catalunya. Durant el seu mandat de tretze anys, la caça catalana va créixer espectacularment, com ho demostren les trenta-vuit noves societats que es van crear durant aquest període.

### José Miguel Zuazu Garnica(1966-1977)
Després de deixar la presidència de la Federació Catalana de Pilota es va aficionar a la caça menor i va entrar a la federació catalana d'aquest esport com a assessor jurídic. El 31 de març de 1966 va prendre possessió del càrrec de president i va seguir sent-ho quan el 1970 la Federació Espanyola va dividir les federacions regionals en territorials. Durant el seu mandat va donar un gran impuls als campionats de caça menor amb gos i es va augmentar significativament el nombre de llicències.

### Francesc Ordeig Terricabres(1977-1986)
Cofundador de la Societat de Caçadors de la Comarca d'Osona, a mitjan anys setanta va entrar a la Junta Directiva de la territorial de Barcelona. Durant el seu mandat es va produir el procés de transformació de les delegacions de les federacions espanyoles en federacions catalanes, i ell va ser elegit primer president de la Federació de Caça a finals de 1983. Entre 1976 i 1984 també va ser vicepresident de la Federació Espanyola, president del seu Comitè de Competicions i responsable de l'equip espanyol en els Campionats del Món de Recorreguts de Caça, especialitat en la qual també va ser àrbitre.

### Josep Jordà Barreras (1989-2002)
Des de molt jove va formar part de diverses societats de caçadors, com la SC La Torcaz, la SC La Codorniz de Sant Cugat o la SC El Ciervo de Cervelló. L'any 1972 va entrar a formar part de la Junta Directiva de la llavors Federació Provincial de Barcelona i el 1984, quan es va crear la Federació Catalana amb entitat jurídica pròpia, va ser elegit vicepresident i president de la Territorial de Barcelona. Durant el seu mandat va aconseguir la creació de les granges cinegètiques de Torreferrussa i la d'Esterri d'Àneu, productores de perdiu roja i perdiu xerra respectivament i propietat de la Generalitat de Catalunya, que són assessorades per personal veterinari qualificat de la pròpia federació, i que els caçadors tinguin representació a la Junta d'Homologació de Trofeus de Catalunya i als Consells de Caça, tant provincials com de Catalunya. També va posar en marxa l'Escola de Caça de la Federació Catalana.

### Antoni Quer Puignau (2002-2005)
Va començar la seva etapa com a directiu amb vint-i-dos anys, quan va entrar a formar part de la Junta Directiva de la Societat de Caçadors de Port de la Selva i Selva de Mar. El 1993 va fundar l'Associació de Tradicions i Costums del Cap de Creus i Serra de Rodes, que engloba totes les societats de caçadors d'aquesta zona i que va portar a terme activitats com la reintroducció del cabirol. L'any 1996 va fundar, a l'Alt Empordà, la primera Associació Comarcal de Caça de tot l'estat, i el 1997 va entrar, com a president de la Representació Territorial de Girona. En el seu mandat va impulsar el projecte de radiotransmissors per als caçadors catalans i entre altres projectes, es va crear la revista La geneta.

### Domènec de Vargas López (2005-2007)
Les seves primeres passes en l'àmbit directiu van ser com a president de la Societat de Caçadors La Marta de Martorelles, càrrec que el va portar a la presidència de la Federació Territorial de Barcelona de Caça i, en poc temps, a la de la Federació Catalana i a la vicepresidència de la Federació Espanyola. Al marge de treballar per la futura Llei de caça de Catalunya, un dels seus principals projectes va ser donar a conèixer la caça a les escoles.

### Ramon Mayench Calvet (2007-2009)
El seu primer contacte amb el món federatiu va ser com a president de la Federació Territorial de Lleida de tir al plat entre els anys 1972 i 1974. La seva veritable vocació, la caça, li havia inculcat el seu pare, amb qui anava a caçar a Montagut. Abans d'arribar a la presidència de la catalana, n'havia ocupat la vicepresidència i havia estat president de la Federació Territorial de Lleida des del 1981. i

### Francesc Piera Orozco (2009-2016)
Es va iniciar de ben petit practicant la caça menor i major, sent gosser i cap de colla del senglar. Es va introduir de ben jove en el món federatiu i ha ocupat diferents càrrecs des dels vint anys. Es va iniciar com a president de la Societat de Caçadors de l'Estany i posteriorment va ser secretari de la Societat de Caçadors La Torcaz, president de la Societat de Caçadors de Montfalcó, i vocal i vicepresident de la representació territorial de Barcelona de la Federació Catalana de Caça. Quan va accedir a la presidència de la federació, també va ser nomenat patró de la Fundació per a l'Estudi i la Defensa de la Natura i la Caça (FEDENCA). Dos mesos més tard també va ser nomenat vicepresident de la Federació Espanyola. Des del seu càrrec, ha impulsat la creació de la llicència federativa catalana.

### Sergio Sánchez Mateu (2016 - 2024)
Després de formar part de la Junta Directiva de la Representació Territorial de la Federació Catalana de Caça a Barcelona, on exercia de tresorer, des del 21 de juny de 2016 presideix la Federació Catalana de Caça. A la seva carta de benvinguda Arxivat 2017-02-20 a Wayback Machine. a la pàgina web oficial de la Federació Catalana de Caça explica els primers objectius de la seva legislatura.
Joaquín Zarzoso Espinal (2024 - actualment)
Després de ser president de la Federació Territorial de Barcelona durant diversos mandats, al Juliol de 2024 va convertir-se en el nou President de la Federació Catalana de Caça. En el següent video podeu veure la seva presentació com a president.